# Ce lo chiede l'Europa
Ce lo chiede l'Europa è il secondo album in studio del rapper italiano Dutch Nazari, pubblicato il 16 novembre 2018 per l'etichetta Undamento.

## Tracce
1. Calma le onde – 3:05
2. Tutte le direzioni – 2:33
3. Mirò – 3:33
4. Fuori fuoco – 3:22
5. Guarda mamma senza money – 3:27
6. Momento clinico – 2:50
7. Lontana tu – 3:32
8. Così così – 3:34
9. Bella per sbaglio – 3:47
10. Girasoli – 3:01
11. Comunque poesia – 3:34
12. L'Europa – 3:36